# Uruguayische Fußballnationalmannschaft
Die uruguayische Fußballnationalmannschaft repräsentiert Uruguay bei Fußballspielen auf internationaler Ebene. Sie war besonders in den frühen Tagen des professionellen Fußballs eine der weltweit stärksten Nationalmannschaften und ist es nach einigen weniger erfolgreichen Jahrzehnten heute wieder. Ebenso ist sie die Fußballnationalmannschaft mit den zweitmeisten internationalen Titeln.
Von 1924 bis 1930 gewann sie fünf große Titel in nur sechs Jahren: die olympischen Fußballturniere in Paris und Amsterdam, 1930 die erste Fußball-Weltmeisterschaft der Geschichte im eigenen Land sowie 1924 und 1926 die Copa América. 1950 gewann sie in Brasilien ein zweites Mal die WM. 1954 und 1970 wurde sie jeweils WM-Vierter, konnte sich dann aber mehrmals nicht für die WM qualifizieren oder kam nicht mehr über das WM-Achtelfinale hinaus. Erst 2010 gelang es wieder, ins WM-Halbfinale einzuziehen und am Ende erneut WM-Vierter zu werden. Jedoch konnte in den zurückliegenden Jahrzehnten mehrfach (1942, 1956, 1959, 1967, 1983, 1987, 1995, 2011) der Gewinn der Copa América durch die uruguayische Fußballnationalmannschaft als Erfolg verbucht werden. Mit insgesamt 15 Titeln war Uruguay bis 2015 Rekordsieger der Copa. Im Juni 2012 kletterte Uruguay auf Rang 2 der FIFA-Weltrangliste. Diese Platzierung war die bislang beste des Landes, musste jedoch schon im Juli 2012 an Deutschland abgegeben werden.

## Geschichte

### Von den Anfängen bis 1930
Englische Arbeiter brachten das Spiel Ende des 19. Jahrhunderts nach Uruguay und bald entwickelte sich der Fußball zum Nationalsport. Den Uruguayern ist es maßgeblich zu verdanken, dass der englische Kick-and-rush-Stil zu Gunsten eines modernen Kombinations- und Dribbelspiels in den Hintergrund zu treten begann.
Das Team aus dem kleinen Uruguay gewann 1916, 1917, 1920, 1923, 1924, 1926 und 1935 die Copa América. 1919, 1922, 1927 belegte es den zweiten Platz. Bereits hier zeigte sich die Klasse des Fußballlandes Uruguay.
1924 führte der uruguayische Stil auch auf der Weltbühne zum überwältigenden Erfolg über die kontinentaleuropäischen Nationen: Die aus Metzgern, Schuhputzern und Gemüseverkäufern zusammengestellte Mannschaft reiste in der 3. Klasse zu den Olympischen Spielen nach Frankreich. Die Fahrt wurde durch Hypotheken und spontan angesetzte Freundschaftsspiele finanziert. Im ersten Spiel einer südamerikanischen Mannschaft in Europa vor etwa 3000 Zuschauern bezwangen die „Urus“ Jugoslawien mit 7:0, zum zweiten Spiel gegen die USA (3:0) kamen schon 10.455 Zuschauer und zum Viertelfinalspiel (5:1) gegen Gastgeber Frankreich 30.868 Zuschauer. Den 3:0-Erfolg im Finale gegen die Schweiz sahen schließlich 40.522 Zuschauer.
Wie überlegen der südamerikanische dem europäischen Stil war, zeigte sich wieder vier Jahre später bei den Olympischen Spielen 1928 in Amsterdam: Das Finale fand zwischen Uruguay und Argentinien statt. Erst im Wiederholungsspiel bezwang Uruguay nach einem Tor von Hector Scarone zum 2:1-Endstand die Nachbarn. Die FIFA erkannte 1950 die beiden Olympiasiege als Weltmeistertitel an.
Die Rivalen vom Río de la Plata trafen auch zwei Jahre später im Finale der ersten Weltmeisterschaft aufeinander. Im Estadio Centenario in Montevideo sahen 93.000 Zuschauer das 4:2 für den Gastgeber. Der Tag des Sieges wurde kurzerhand zum Feiertag erklärt.
Uruguay: Ballesteros; Mascheroni, Nasazzi; J. L. Andrade, Fernandez, Gestido; Dorado, Scarone, Castro, Cea, Iriarte.
Argentinien: Botasso; Della Torre, Paternoster; J. Evaristo, Monti, Juarez; Peucelle, Varallo, Stabile, Ferreira, M. Evaristo.
SR Langenus (Belgien). – Tore: 12. Dorado 1:0. 20. Peucelle 1:1. 22. Stabile 1:2. 57. Cea 2:2. 68. Iriarte 3:2. 89. Castro 4:2
Überragende Spieler dieser goldenen Periode des uruguayischen Fußballs war der charismatische José Nasazzi. Der Steinmetz war Spielführer und Spielmacher des Teams. Die „schwarze Perle“ José Leandro Andrade, der große Star des Turniers 1924, war sein kongenialer Partner im Mittelfeld. Ebenfalls nicht zu vergessen sind die Stürmer Hector Scarone und Héctor Castro, der trotz des Verlustes seiner rechten Hand weiterhin Tore für Uruguay erzielte.

## Fußball-Weltmeisterschaften

### Bilanz
Mit zwei Titeln und dreimal Platz 4 rangiert Uruguay unter den zehn besten Nationalmannschaften bei Fußball-Weltmeisterschaften.
| 1930 in Uruguay        | Weltmeister        |
| 1934 in Italien        | nicht teilgenommen |
| 1938 in Frankreich     | nicht teilgenommen |
| 1950 in Brasilien      | Weltmeister        |
| 1954 in der Schweiz    | 4. Platz           |
| 1958 in Schweden       | nicht qualifiziert |
| 1962 in Chile          | Vorrunde           |
| 1966 in England        | Viertelfinale      |
| 1970 in Mexiko         | 4. Platz           |
| 1974 in Deutschland    | Vorrunde           |
| 1978 in Argentinien    | nicht qualifiziert |
| 1982 in Spanien        | nicht qualifiziert |
| 1986 in Mexiko         | Achtelfinale       |
| 1990 in Italien        | Achtelfinale       |
| 1994 in den USA        | nicht qualifiziert |
| 1998 in Frankreich     | nicht qualifiziert |
| 2002 in Südkorea/Japan | Vorrunde           |
| 2006 in Deutschland    | nicht qualifiziert |
| 2010 in Südafrika      | 4. Platz           |
| 2014 in Brasilien      | Achtelfinale       |
| 2018 in Russland       | Viertelfinale      |
| 2022 in Katar          | Vorrunde           |

## Teilnahme an den Olympischen Sommerspielen
| 1908 in London    | nicht teilgenommen, der Verband wurde erst 1923 in die FIFA aufgenommen |
| 1912 in Stockholm | nicht teilgenommen, der Verband wurde erst 1923 in die FIFA aufgenommen |
| 1920 in Antwerpen | nicht teilgenommen, der Verband wurde erst 1923 in die FIFA aufgenommen |
| 1924 in Paris     | Olympiasieger                                                           |
| 1928 in Amsterdam | Olympiasieger                                                           |
| 1936 in Berlin    | nicht teilgenommen                                                      |
| 1948 in London    | nicht teilgenommen                                                      |
| 1952 in Helsinki  | nicht teilgenommen                                                      |

Die Amateur-, Olympia- bzw. U-20-Mannschaften konnten sich zwischen 1956 und 2008 entweder nicht qualifizieren oder nahmen nicht teil. Erst für die Olympischen Spiele in London konnte sich wieder eine uruguayische Mannschaft qualifizieren, die als U-23 antrat, in der sieben A-Nationalspieler standen, u. a. der derzeitige Rekordtorschütze Luis Suárez als Mannschaftskapitän und Edinson Cavani. Die Mannschaft schied aber in der Vorrunde aus, wobei Uruguay am 29. Juli 2012 gegen den Senegal erstmals ein Spiel bei einem olympischen Fußballturnier verlor.
1924 und 1928 trat Uruguay in den drei Finalspielen mit folgenden Spielern an:
- Tor: Mazzali
- Verteidiger: Arispe, Nasazzi
- Läufer: Andrade, Fernández (nur 1928 im 1. Finale), Gestido (nur 1928), Ghierra (nur 1924), Plirz (nur 1928 im 2. Finale), Vidal (nur 1924)
- Sturm: Arremún (nur 1928 im 2. Finale), Borjas (nur 1928 im 2. Finale), Campolo (nur 1928 im 1. Finale), Castro (nur 1928 im 1. Finale), Cea, Figueroa (nur 1928 im 2. Finale), Petrone (1928 nur im 1. Finale), Romano (nur 1924), Scarone (1928 nur im 2. Finale), Urdinarán (1928 nur im 1. Finale)

(Fett gedruckte Spieler standen 1930 auch im WM-Finale)

## Bilanz bei der Copa América
- 1916: Sieger
- 1917: Sieger
- 1919: Finale
- 1920: Sieger
- 1921: 3. Platz
- 1922: 3. Platz
- 1923: Sieger
- 1924: Sieger
- 1925: nicht teilgenommen
- 1926: Sieger
- 1927: Finale
- 1929: 3. Platz
- 1935: Sieger
- 1937: 3. Platz
- 1939: Finale
- 1941: Finale
- 1942: Sieger
- 1945: 4. Platz
- 1946: 4. Platz
- 1947: 3. Platz
- 1949: 6. Platz
- 1953: 3. Platz
- 1955: 4. Platz
- 1956: Sieger
- 1957: 3. Platz
- 1959 (1): 6. Platz
- 1959 (2): Sieger
- 1963: nicht teilgenommen
- 1967: Sieger
- 1975: Halbfinale
- 1979: 1. Runde
- 1983: Sieger
- 1987: Sieger
- 1989: Finale
- 1991: 1. Runde
- 1993: Viertelfinale
- 1995: Sieger
- 1997: 1. Runde
- 1999: Finale
- 2001: 4. Platz
- 2004: 3. Platz
- 2007: 4. Platz
- 2011: Sieger
- 2015: Viertelfinale
- 2016: Vorrunde (Copa América Centenario)
- 2019: Viertelfinale
- 2021: Viertelfinale
- 2024: 3. Platz

### Teilnahme am Konföderationen-Pokal
| Jahr | Gastgeberland  | Teilnahme bis …    | Letzter Gegner | Ergebnis | Trainer       | Bemerkungen und Besonderheiten |
| ---- | -------------- | ------------------ | -------------- | -------- | ------------- | --- |
| 1992 | Saudi-Arabien  | nicht qualifiziert |                |          |               | |
| 1995 | Saudi-Arabien  | nicht qualifiziert |                |          |               | |
| 1997 | Saudi-Arabien  | Spiel um Platz 3   | Tschechien     | Vierter  | Víctor Púa    | Halbfinalniederlage gegen Australien durch Golden Goal |
| 1999 | Mexiko         | nicht qualifiziert |                |          |               | |
| 2001 | Südkorea/Japan | nicht qualifiziert |                |          |               | |
| 2003 | Frankreich     | nicht qualifiziert |                |          |               | |
| 2005 | Deutschland    | nicht qualifiziert |                |          |               | |
| 2009 | Südafrika      | nicht qualifiziert |                |          |               | |
| 2013 | Brasilien      | Spiel um Platz 3   | Italien        | Vierter  | Óscar Tabárez | Beim 8:0 im letzten Gruppenspiel gegen Tahiti steigerte Uruguay die eigene Bestmarke für südamerikanische Mannschaften gegen ozeanische Mannschaft um ein Tor Niederlage im Spiel um Platz 3 im Elfmeterschießen |
| 2017 | Russland       | nicht qualifiziert |                |          |               | |
| 1.   |                |                    |                |          |               | |

## Weitere Erfolge
- Mundialito (1980): Sieger
- Panamerikanische Spiele 1983 und 2015: Goldmedaille (2015 nur mit Spielern unter 22 Jahren)
- Copa Lipton (11×): 1905, 1910, 1911, 1912, 1919, 1922, 1923, 1924, 1927, 1929 und 1973.
- Copa Newton (10×): 1912, 1913, 1915, 1917, 1919, 1920, 1922, 1929, 1930 und 1968.
- Copa Río Branco (4×): 1940, 1946, 1948 und 1967 (geteilt).
- Copa Juan Pinto Durán (6×): 1963, 1965, 1975, 1977, 1981, 1988.
- Copa José G. Artigas (6×): 1965, 1966, 1975,[4] 1977, 1983 und 1985.[5]
- Copa Miami (2×): 1986 und 1990.
- Copa Banco República (1×): 2010

### Junioren

#### U-20
- Campeonato Sudamericano Sub-20 (7): 1954, 1958, 1964, 1975, 1977, 1979, 1981
- U-20-Fußball-Weltmeisterschaft 2013: Vizeweltmeister
- Junioren-Fußballweltmeisterschaft 1997: Vizeweltmeister
- Junioren-Fußballweltmeisterschaft 1977: 4. Platz

#### U-17
- Südamerikameisterschaft: Vizesüdamerikameister 1991, 2005 und 2011
- Weltmeisterschaft: Vizeweltmeister 2011

#### U-15
- Vizesüdamerikameister: 2007 und 2015

## Rekordspieler

### Rekordinternationale
Noch in der Nationalmannschaft aktive Spieler sind fett gedruckt.
Stand: 19. November 2024
| #  | Name                | Zeitraum   | Spiele | Tore |
| -- | ------------------- | ---------- | ------ | ---- |
| 1  | Diego Godín         | 2005–2022  | 161    | 08   |
| 2  | Luis Suárez         | 2007–2024  | 143    | 69   |
| 3  | Edinson Cavani      | 2008–2022  | 136    | 58   |
| 4  | Fernando Muslera    | 2009–2022  | 133    | 0    |
| 5  | Maxi Pereira        | 2005–2018  | 125    | 03   |
| 6  | Martín Cáceres      | 2007–aktiv | 116    | 04   |
| 7  | Diego Forlán        | 2002–2014  | 112    | 36   |
| 8  | Cristian Rodríguez  | 2003–2018  | 110    | 11   |
| 9  | Diego Lugano        | 2003–2014  | 95     | 09   |
| 10 | Egidio Arévalo Ríos | 2006–2017  | 90     | 0    |
| 11 | José María Giménez  | 2013–aktiv | 92     | 08   |
| 12 | Diego Pérez         | 2001–2014  | 89     | 02   |
| 13 | Alvaro Pereira      | 2008–2016  | 83     | 07   |
| 14 | Rodolfo Rodríguez   | 1976–1986  | 78     | 0    |
| 15 | Fabián Carini       | 1999–2009  | 74     | 0    |
| 16 | Enzo Francescoli    | 1982–1997  | 73     | 17   |

### Rekordtorschützen
| # | Spieler           | Zeitraum  | Tore | Spiele | Schnitt |
| - | ----------------- | --------- | ---- | ------ | ------- |
| 1 | Luis Suárez       | 2007–2024 | 69   | 143    | 0,48    |
| 2 | Edinson Cavani    | 2008–2022 | 58   | 136    | 0,43    |
| 3 | Diego Forlán      | 2002–2014 | 36   | 112    | 0,32    |
| 4 | Héctor Scarone    | 1917–1930 | 31   | 52     | 0,60    |
| 5 | Ángel Romano      | 1911–1927 | 28   | 69     | 0,41    |
| 6 | Omar Oscar Míguez | 1950–1958 | 27   | 39     | 0,69    |
| 7 | Sebastián Abreu   | 1996–2012 | 26   | 70     | 0,37    |
| 8 | Pedro Petrone     | 1923–1930 | 24   | 29     | 0,83    |
| 9 | Carlos Aguilera   | 1982–1997 | 22   | 64     | 0,34    |
| 9 | Fernando Morena   | 1971–1983 | 22   | 53     | 0,42    |

(Stand: 19. November 2024)

## Aktueller Kader
Die Tabelle nennt die Spieler, die im Kader für die WM-Qualifikationsspiele im Oktober 2024 berufen wurden.
| Nr. | Position   | Name                   | Verein                      | Geburtsdatum  | Spiele | Tore | Letzter Einsatz |
| --- | ---------- | ---------------------- | --------------------------- | ------------- | ------ | ---- | --------------- |
| 01  | Torwart    | Sergio Rochet          | SC Internacional            | 23. März 1993 | 27     | 0    | 10.09.2024      |
| 12  | Torwart    | Franco Israel          | Sporting Lissabon           | 22. Apr. 2000 | 2      | 0    | 23.03.2024      |
| 23  | Torwart    | Santiago Mele          | Atlético Junior             | 6. Sep. 1997  | 4      | 0    | 26.03.2024      |
| 0   | Abwehr     | José María Giménez     | Atlético Madrid             | 20. Jan. 1995 | 89     | 8    | 13.07.2024      |
| 02  | Abwehr     | Santiago Bueno         | Wolverhampton Wanderers     | 9. Nov. 1998  | 4      | 0    | 10.09.2024      |
| 0   | Abwehr     | Santiago Mouriño       | Deportivo Alavés            | 13. Feb. 2002 | 0      | 0    | –               |
|     | Abwehr     | Mathías Olivera        | SSC Neapel                  | 31. Okt. 1997 | 23     | 2    | 10.07.2024      |
| 13  | Abwehr     | Guillermo Varela       | CR Flamengo                 | 24. März 1993 | 18     | 0    | 10.09.2024      |
| 15  | Abwehr     | José Luis Rodríguez    | CR Vasco da Gama            | 14. März 1997 | 2      | 0    | 20.06.2023      |
| 16  | Abwehr     | Marcelo Saracchi       | Boca Juniors                | 23. Apr. 1998 | 6      | 0    | 10.09.2024      |
|     | Mittelfeld | Federico Valverde      | Real Madrid                 | 22. Juli 1998 | 63     | 7    | 06.09.2024      |
| 05  | Mittelfeld | Manuel Ugarte          | Paris Saint-Germain         | 11. Apr. 2001 | 24     | 0    | 10.09.2024      |
| 0   | Mittelfeld | Nahitan Nández         | al-Qadisiyah                | 28. Dez. 1995 | 62     | 0    | 06.09.2024      |
| 0   | Mittelfeld | Marco Oroñá            | CF Universidad de Chile     | 6. Aug. 2005  | 0      | 0    | –               |
| 0   | Mittelfeld | Facundo Bernal         | Fluminense Rio de Janeiro   | 21. Aug. 2003 | 0      | 0    |                 |
| 07  | Mittelfeld | Emiliano Martínez      | FC Midtjylland              | 17. Aug. 1999 | 4      | 0    | 10.09.2024      |
| 0   | Mittelfeld | Lucas Sanabria         | Nacional Montevideo         | 21. Aug. 2003 | 0      | 0    |                 |
| 04  | Mittelfeld | Nicolás Fonseca        | River Plate                 | 19. Okt. 1998 | 2      | 0    | 10.09.2024      |
| 0   | Mittelfeld | Nicolás De La Cruz     | CR Flamengo                 | 1. Juni 1997  | 31     | 5    | 10.07.2024      |
|     | Mittelfeld | Giorgian De Arrascaeta | CR Flamengo                 | 1. Juni 1994  | 50     | 10   | 13.07.2024      |
|     | Sturm      | Matías Abaldo          | Gimnasia y Esgrima La Plata | 2. Apr. 2004  | 0      | 0    | –               |
| 20  | Sturm      | Maximiliano Araújo     | Sporting Lissabon           | 15. Feb. 2000 | 16     | 3    | 10.09.2024      |
|     | Sturm      | Joaquín Lavega         | Montevideo Wanderers        | 2. Apr. 2004  | 0      | 0    | –               |
|     | Sturm      | Darwin Núñez           | FC Liverpool                | 24. Juni 1999 | 29     | 13   | 13.07.2024      |
| 17  | Sturm      | Cristian Olivera       | Los Angeles FC              | 17. Apr. 2002 | 9      | 0    | 10.09.2024      |
| 11  | Sturm      | Facundo Pellistri      | Panathinaikos Athen         | 20. Dez. 2001 | 28     | 2    | 10.09.2024      |
| 18  | Sturm      | Luciano Rodríguez      | EC Bahia                    | 16. Juli 2003 | 3      | 0    | 15.06.2024      |
|     | Sturm      | Pablo Suárez           | River Plate Montevideo      | 14. Nov. 2005 | 0      | 0    | –               |
| 21  | Sturm      | Facundo Torres         | Orlando City                | 13. Apr. 2000 | 19     | 1    | 10.09.2024      |

## Weitere bekannte Spieler
- José Leandro Andrade
- Pablo Bengoechea
- José Pedro Cea
- Luis Cubilla
- Víctor Diogo
- Víctor Espárrago
- Daniel Fonseca
- Diego Forlán
- Pablo García
- Alcides Ghiggia
- Carlos Grossmüller
- Nelson Gutiérrez
- José Herrera
- Juan Hohberg
- Walter López
- Ladislao Mazurkiewicz
- Julio Montero Castillo
- Paolo Montero
- Richard Morales
- José Nasazzi
- Fabián O’Neill
- Rubén Paz
- Eduardo Pereira
- Darío Pereyra
- Venancio Ramos
- Víctor Rodríguez Andrade
- José Santamaría
- Juan Schiaffino
- Darío Silva
- Rubén Sosa
- Obdulio Jacinto Varela

## Trainergeschichte
(Quelle: )
- 1916:  Jorge Pacheco[10]
- 1916–?:  Alfredo Foglino[10]
- 1917:  Ramón Platero
- 1917–?:  Julián Bértola[10]
- 1919–1920:  Severino Castillo
- mind. 1920:  Ernesto Meliante[10]
- 1920–1922:  Ernesto Fígoli
- 1922–1923:  Pedro Olivieri
- mind. 1923:  Leonardo De Lucca[10]
- mind. 1924:  Pedro Zuazú[10]
- 1924–1926:  Ernesto Meliante
- mind. 1926:  Andrés Mazzali[10]
- 1926–?:  Ernesto Fígoli
- 1927–1928:  Luis Grecco
- mind. 1928:  Primo Giannotti[10]
- mind. 1930:  Alberto Suppici[10]
- mind. Januar 1935:  Raúl Blanco[10]
- mind. Januar und November 1937:  Alberto Suppici[11]
- 1940[10]–mind. 1942[11]: José Pedro Cea
- 1943[10]–1944[11]: Héctor Castro
- 1944:  Emilio Servetti[10]
- 1944–?:  Ricardo Acosta y Lara[10]
- 1945:  José Nasazzi[10]
- 1945[11]: José Pedro Cea[11]
- 1945–1946:  Aníbal Tejada
- 1946–?:  Guzmán Vila Gomensoro
- 1947:  Marcelino Pérez
- 1947[10]–?:  Juan López
- 1949[10]–?:  Oscar Marcenaro
- 1950[10]:  Romeo Vázquez
- 1950[10]–?:  Juan López
- 1955[10]–?:  Juan Carlos Corazzo
- 1956[10]:  Hugo Bagnulo
- 1956[10]:  Roque Máspoli
- 1956[10]–?:  Lorenzo Fernández
- mind. 1957[11]:  Juan López
- 1958[10]–?:  Schubert Gambetta
- 1959: Héctor Castro[11]
- mind. Dezember 1959[12]:  Juan Carlos Corazzo
- 1961[10]–?:  Enrique Fernández
- WM 1962:  Roberto Scarone,  Hugo Bagnulo und Juan López[10]
- WM 1962:  Juan Carlos Corazzo[13]
- Copa Lipton, August 1962[10]:  Juan C. Taibo
- Copa Pinto Durán, März 1963[10]:  Washington Etchamendi
- 1964[10] + mind. Mai bis Juni 1965[14]:  Rafael Milans
- Dezember 1965[11]:  Juan López
- Copa Artigas, Mai 1966[10]:  Ondino Viera
- mind. Januar bis Februar 1967:  Juan Carlos Corazzo[15]
- Copa Rio Branco, Juni 1968[11]:  Juan Carlos Corazzo
- 1967–1969:  Enrique Fernández
- 1969[10]–?:  Juan Hohberg
- mind. Februar 1971:  Juan R. Faccio[10]
- mind. November 1971:  Rodolfo Zamora[11]
- mind. Juni bis Juli 1973:  Hugo Bagnulo[16]
- 1974:  Roberto Porta[10]
- Juni 1975:  Carlos Silva Cabrera[10]
- September 1975:  Juan Schiaffino[10]
- Januar 1976:  Walter Brienza[10]
- Februar 1976[10]–?:  José María Rodríguez
- Februar 1977[17]:  Juan Hohberg
- März 1977[10][18]:  Raúl Bentancor
- Juni 1977:  Omar Borrás[10]
- Mai 1979[11]: Raúl Bentancor
- mind. August bis September 1981[19]:  Roque Máspoli
- Panamerikanische Spiele 1983:  Óscar Tabárez[10]
- 1982–1987:  Omar Borrás
- 1987–1988:  Roberto Fleitas[10]
- 1988:  Gregorio Pérez[10]
- 1988–1990:  Óscar Tabárez
- 1991[10]:  Pedro Cubilla
- 1991[10]–1993:  Luis Cubilla
- 1993[10]–1994:  Ildo Maneiro
- 1994[10]–1996:  Héctor Núñez
- 1996[10]–1997:  Juan Ahuntchaín
- 1997–1998: Roque Máspoli
- 1997[10]–2000:  Víctor Púa
- 1999[10]–2001:  Daniel Passarella
- November 2002[10]:  Jorge da Silva
- 2001–2003:  Víctor Púa
- 2003–2004:  Juan Ramón Carrasco
- 2004–2006:  Jorge Fossati
- 2006–2021:  Óscar Tabárez
- 2022–2023:  Diego Alonso
- 2023–:  Marcelo Bielsa

## Länderspiele gegen deutschsprachige Fußballnationalmannschaften
|     | Datum             | Ort                      | Heimmannschaft | Resultat | Gastmannschaft  | Anlass                |
| --- | ----------------- | ------------------------ | -------------- | -------- | --------------- | --------------------- |
| 1.  | 9. Juni 1924      | Paris ()                 | Uruguay        | 3:0      | Schweiz         | Olympia Finale        |
| 2.  | 3. Juni 1928      | Amsterdam ()             | Uruguay        | 4:1      | Deutsches Reich | Olympia Viertelfinale |
| 3.  | 23. Mai 1954      | Lausanne                 | Schweiz        | 3:3      | Uruguay         |                       |
| 4.  | 5. Juni 1954      | Saarbrücken              | Saarland       | 1:7      | Uruguay         |                       |
| 5.  | 3. Juli 1954      | Zürich ()                | Österreich     | 3:1      | Uruguay         | WM-Spiel um Platz 3   |
| 6.  | 11. April 1962    | Hamburg                  | BRD            | 3:0      | Uruguay         |                       |
| 7.  | 14. Mai 1964      | Wien                     | Österreich     | 0:2      | Uruguay         |                       |
| 8.  | 2. Januar 1965    | Montevideo               | Uruguay        | 0:2      | DDR             |                       |
| 9.  | 23. Juli 1966     | Sheffield ()             | Uruguay        | 0:4      | BRD             | WM-Viertelfinale      |
| 10. | 20. Juni 1970     | Mexiko-Stadt ()          | BRD            | 1:0      | Uruguay         | WM-Spiel um Platz 3   |
| 11. | 10. Februar 1971  | Montevideo               | Uruguay        | 0:3      | DDR             |                       |
| 12. | 15. Februar 1971  | Montevideo               | Uruguay        | 1:1      | DDR             |                       |
| 13. | 27. Mai 1972      | Leipzig                  | DDR            | 1:0      | Uruguay         |                       |
| 14. | 31. Mai 1972      | Rostock                  | DDR            | 0:0      | Uruguay         |                       |
| 15. | 8. Juni 1977      | Montevideo               | Uruguay        | 0:2      | BRD             |                       |
| 16. | 18. Dezember 1980 | Montevideo               | Uruguay        | 4:0      | Schweiz         |                       |
| 17. | 29. Januar 1985   | Montevideo               | Uruguay        | 3:0      | DDR             |                       |
| 18. | 4. Juni 1986      | Santiago de Querétaro () | Uruguay        | 1:1      | BRD             | WM-Gruppenspiel       |
| 19. | 25. April 1990    | Stuttgart                | BRD            | 3:3      | Uruguay         |                       |
| 20. | 20. Dezember 1992 | Montevideo               | Uruguay        | 1:4      | Deutschland     |                       |
| 21. | 13. Oktober 1993  | Karlsruhe                | Deutschland    | 5:0      | Uruguay         |                       |
| 22. | 3. März 2010      | St. Gallen               | Schweiz        | 1:3      | Uruguay         |                       |
| 23. | 10. Juli 2010     | Port Elizabeth ()        | Uruguay        | 2:3      | Deutschland     | WM-Spiel um Platz 3   |
| 24. | 29. Mai 2011      | Sinsheim                 | Deutschland    | 2:1      | Uruguay         |                       |
| 25. | 5. März 2014      | Klagenfurt               | Österreich     | 1:1      | Uruguay         |                       |

### Spiele gegen Deutschland
Deutschland und Uruguay trafen bisher elfmal aufeinander. Den einzigen Sieg Uruguays gab es beim ersten Aufeinandertreffen bei den Olympischen Spielen 1928. Für Deutschland war es das erste Spiel gegen eine außereuropäische Mannschaft. Mit 4:1 gewann der spätere Olympiasieger im Viertelfinale. Deutschland verlor Richard Hofmann und Hans Kalb durch Platzverweise, wobei Kalb der erste Deutsche war, der in einem Länderspiel vom Platz gestellt wurde. Da auch der Uruguayer José Nasazzi das Spielende nicht auf dem Platz erlebte, ist es das Länderspiel mit den meisten Platzverweisen in der deutschen Fußballgeschichte. Auch das WM-Viertelfinale 1966 ging nicht ohne Platzverweise über die Bühne. Dort traf es die beiden Uruguayer Héctor Silva und Horacio Troche, den es danach für einige Jahre in die deutschen Ligen verschlug. Beim Spiel am 13. Oktober 1993 stellte Lothar Matthäus den Rekord von Franz Beckenbauer mit 103 Länderspielen ein. Beide Mannschaften trafen zweimal im Spiel um den dritten Platz bei einer WM aufeinander. Damit ist dies die häufigste Paarung im Spiel um den dritten Platz.

## Nationaltrikot
Seit dem ersten Länderspiel im Jahre 1901 besaß Uruguay bis 1910 kein offizielles Nationaltrikot. So spielte man in der ersten Partie im Trikot des montevideanischen Clubs Albion Football Club. In der Folgezeit wurde dann mit einer großen Anzahl an verschiedenen Trikots experimentiert, bis man sich 1910 offiziell zu Ehren des River Plate Football Club, der zwischen 1897 und 1929 existierte, für dessen Alternativ-Trikot und somit die himmelblauen Hemden entschied. Der Verein hatte zuvor im April des Jahres den damaligen argentinischen Rekordmeister und Erzrivalen aus Buenos Aires, Alumni Athletic Club, besiegt.
| Zeitraum  | Ausrüster      |
| --------- | -------------- |
| 1978–1984 | Adidas         |
| 1984–1987 | Le Coq Sportif |
| 1987–1991 | Puma           |
| 1992–1998 | NR             |
| 1998–2004 | FUF            |
| 2004–2006 | Uhlsport       |
| seit 2007 | Puma           |

## Zur Gestalt des Logos
Die Fußballnationalmannschaft trägt vier Sterne auf dem Trikot: Zwei für die WM-Titel von 1930 und 1950 sowie zwei für die Siege bei den Olympischen Sommerspielen in Paris 1924 und Amsterdam 1928. Die Sterne für die beiden Siege in den olympischen Fußballturnieren wurden hinzugefügt, da in den Jahren 1924 und 1928 keine Fußball-Weltmeisterschaft ausgetragen wurde und die beiden Olympiasiege nach Meinung des uruguayischen Fußballverbandes denselben Stellenwert wie ein WM-Titel haben.